# 陈谋琅
陈谋琅（？—？），字廉观，中华民国教育家。

## 生平
陈谋琅早年就读于吴淞水产学校（现为上海海洋大学）。1917年2月，学校公派赴日留学，就读于日本东京水产讲习所（又名東京水産大学、现東京海洋大学）。1925年，陈谋琅担任浙江省立水产学校校长。1927年，陈谋琅向浙江省政府提议，将学校迁往浙江定海城关大校场，与浙江省立水产品制造厂合并。抗日战争期间，连云港水产学校内迁四川合川，1939年，与合川二中水产部改建为合川水产学校（又称四川水产职业学校），陈谋琅出任校长（1944年5月离职）。之后他担任中华民国农林部专门委员、中央训练团水产技术人员训练班代主任。